# Royal Engineers

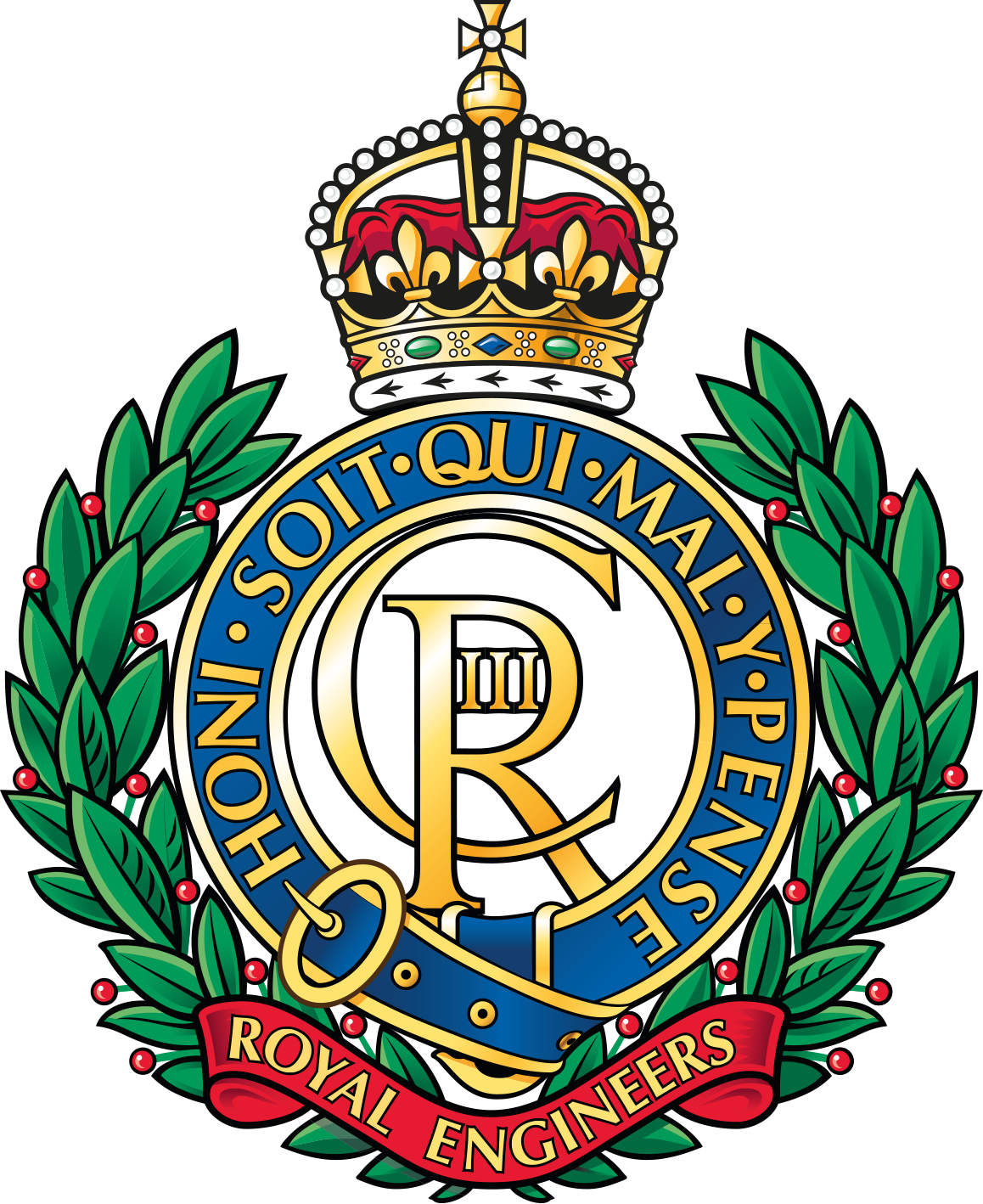
Truppslagstecken (mössmärke) för Royal Engineers.

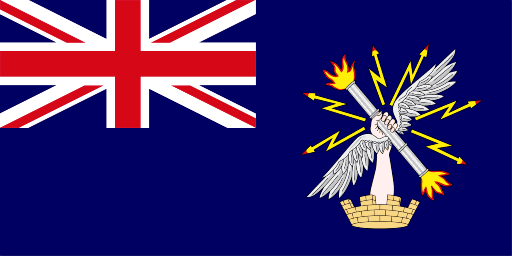
Örlogsflagga för Royal Engineers amfibieenheter.

Corps of Royal Engineers, oftast bara kallad Royal Engineers, är den brittiska arméns ingenjörskår. Dess högkvarter och skola - Royal School of Military Engineering - finns i Chatham i Kent. Kåren är uppdelad i flera bataljoner (inom Royal Engineers kallade regiments) som är baserade på olika platser i Storbritannien.
Militära ingenjörer har funnits i Storbritannien ända sedan 1066, när Vilhelm Erövraren tog med sig franska fältingenjörer, men dagens brittiska ingenjörskår har sin grund i skapandet av tygkollegiet på 1460-talet. 1718 skapade denna motsvarighet till svenska Kungliga Fortifikationen den separata enheten Corps of Engineers, som 1787 fick rätt att kalla sig kunglig och därmed lade sig till med det nuvarande namnet: Corps of Royal Engineers.

## Brittiska ingenjörsbataljoner 2007
- Ordinarie ingenjörsförband
  - 1 RSME Regiment (utbildningsförband)
  - 3 RSME Regiment (utbildningsförband)
  - 21 Engineer Regiment
  - 22 Engineer Regiment
  - 23 Engineer Regiment (luftlandsättningsförband)
  - 24 Commando Engineer Regiment (amfibieförband som understödjer Royal Marines)
  - 25 Engineer Regiment (flygfältsförband)
  - 26 Engineer Regiment
  - 28 Engineer Regiment (brobyggnadsförband)
  - 32 Engineer Regiment
  - 33 Engineer Regiment (bombröjningsförband)
  - 35 Engineer Regiment
  - 36 Engineer Regiment
  - 38 Engineer Regiment
  - 39 Engineer Regiment (flygfältsförband)
  - 42 Engineer Regiment (Geographic) (geodesiförband)
- Ingenjörsförband inom arméreserven (fram till 2014 känd som Territorial Army)
  - 71 Engineer Regiment
  - 72 Engineer Regiment
  - 73 Engineer Regiment
  - 75 Engineer Regiment
  - Royal Monmouthshire Royal Engineers (Militia)
  - 101 (City of London) Engineer Regiment (bombröjningsförband)
  - 170 (Infrastructure Support) Engineer Group